# Supercopa de Chile
Supercopa de Chile (Superpuchar Chile) - mecz piłkarski otwierający sezon ligowy w Chile. Udział w nim biorą zwycięzcy Primera División de Chile i Copa Chile z poprzedniego sezonu.

## Finały
| Rok  | Mistrz               | Wicemistrz                | Rezultat       |
| ---- | -------------------- | ------------------------- | -------------- |
| 2013 | Unión Española       | Universidad de Chile      | 2:0            |
| 2014 | O’Higgins            | Deportes Iquique          | 1:1, karne 3:2 |
| 2015 | Universidad de Chile | Universidad de Concepción | 2:0            |
| 2016 | Universidad Católica | Universidad de Chile      | 2:1            |
| 2017 | CSD Colo-Colo        | Universidad Católica      | 4:1            |
| 2018 | CSD Colo-Colo        | Santiago Wanderers        | 3:0            |
| 2019 | Universidad Católica | Palestino                 | 5:0            |
| 2020 | Universidad Católica | CSD Colo-Colo             | 4:2            |
| 2021 | Universidad Católica | Ñublense                  | 1:1, karne 7:6 |

## Klasyfikacja klubów według zdobytych pucharów
| Klub                      | Liczba zwycięstw | Sezony, w których zdobyto puchar |
| ------------------------- | ---------------- | -------------------------------- |
| CD Universidad Católica   | 4                | 2016, 2019, 2020, 2021           |
| CSD Colo-Colo             | 2                | 2017, 2018, 2020                 |
| Unión Española            | 1                | 2013                             |
| CD O’Higgins              | 1                | 2014                             |
| Club Universidad de Chile | 1                | 2015                             |